# Joel Tobeck
Joel Tobeck, né le 2 juin 1971 à Auckland, est un acteur néo-zélandais.

## Biographie
Joel Tobeck est le fils des comédiens de théâtre Bryan Tobeck et Liddy Holloway. Ses parents se séparent alors qu'il a deux ans et il vit d'abord avec son père avant de partir chez sa mère à l'âge de 14 ans. Il travaille dans une station de radio avant d'étudier la danse et la musique et de faire partie du groupe The Applicators. Il se tourne ensuite vers le métier d'acteur à temps plein au milieu des années 1990 et remporte en 1997 le New Zealand Film and Television Award du meilleur acteur pour son rôle dans Topless Women Talk About Their Lives. Il apparaît ensuite notamment dans des rôles récurrents dans les séries télévisées Hercule, Cleopatra 2525, Sons of Anarchy et Underbelly ainsi que dans les films Little Fish (2005), À chacun sa chacune (2007) et 30 jours de nuit (2007). 

## Filmographie

### Cinéma
- 1990 : The Shrimp on the Barbie (en) : Lance
- 1997 : Topless Women Talk About Their Lives (en) : Neil
- 2000 : Channelling Baby (en) : Tony
- 2003 : Perfect Strangers (en) : Bill
- 2003 : Le Seigneur des anneaux : Le Retour du roi : un lieutenant orque
- 2005 : Mee-Shee: The Water Giant (en) : Snead (VF : Serge Thiriet)
- 2005 : Little Fish : Steven Moss
- 2005 : Furtif : Black Ops Leader
- 2007 : À chacun sa chacune : Damon
- 2007 : Ghost Rider : Redneck
- 2007 : 30 jours de nuit : Doug Hertz
- 2007 : Le Dragon des mers : La Dernière Légende : le sergent Walker
- 2009 : Accidents Happen (en) : Ray Conway
- 2011 : Sleeping Beauty : un homme d'affaires

### Télévision
- 1996 : Shortland Street (soap opera, 7 épisodes) : Craig Develter
- 1996-1999 : Hercule (série télévisée, 9 épisodes) : Strife / Deimos
- 1998-1999 : Hercule contre Arès (série télévisée, 12 épisodes) : Strife / Nysus Gaius
- 2000-2001 : Xena, la guerrière (série télévisée, 2 épisodes) : Lucifer / Deimos
- 2000-2001 : Cleopatra 2525 (série télévisée, 6 épisodes) : Creegan
- 2002 : Mercy Peak (en) (série télévisée, 3 épisodes) : Cornell Van der Velter
- 2004 : Power Rangers : Dino Tonnerre (série télévisée, 5 épisodes) : Jupitor (voix)
- 2007 : FBI : Portés disparus (série télévisée, saison 5 épisode 19) : Jeff Henry
- 2009-2012 : Tangle (en) (série télévisée, 21 épisodes) : Tim Williams
- 2010 : This Is Not My Life (en) (série télévisée, 8 épisodes) : Richard Foster
- 2010 : City Homicide : L'Enfer du crime (série télévisée, 2 épisodes) : Richard McCallister
- 2010 : Sons of Anarchy (série télévisée, 5 épisodes) : Donny
- 2010 : Hawaii 5-0 (série télévisée, saison 1 épisode 11) : Kurt Miller
- 2011 : The Glades (série télévisée, saison 2 épisode 9) : Clay Malone
- 2011 : Underbelly (série télévisée, 6 épisodes) : Gary Majors
- 2012 : Miss Fisher enquête (série télévisée, saison 1 épisode 11) : le sergent Grossmith
- 2013 : Spartacus : La Guerre des damnés (série télévisée, épisode 10) : Pompée
- 2013-2014 : The Doctor Blake Mysteries (en) (série télévisée, 19 épisodes) : le super-intendant Matthew Lawson
- 2016 : Saison 2 de Ash vs. Evil Dead. : Baal